# Peter Kristensen (fodboldspiller)
 For alternative betydninger, se Peter Kristensen. (Se også artikler, som begynder med Peter Kristensen)
Peter Kristensen (født 9. marts 1947) er en dansk fodboldspiller, som spillede 14 år i Boldklubben Fremad Amager. I sin karriere nåede Peter Kristensen at spille alle positioner og står noteret som indehaver af klubrekorden for flest spillede førsteholdskampe (329) i klubben.
Peter Kristensen debuterede i en kamp mod Viking, Rønne 3. april 1966 i Sundby Idrætspark. I sin karriere nåede Peter Kristensen at spille alle pladser – inklusiv målmand.

## Spillerkarriere
- 1966-1980: Boldklubben Fremad Amager
- 1975-1975: Emmaboda IS (Sverige)

## Hæder
- Topscorer i 3. division (1969)

## Eksterne Henvisning
- Peter Kristensens spillerprofil på Transfermarkt (engelsk)
- Peter Kristensens profil hos FootballDatabase.eu (engelsk)